# Rockford, Illinois
Rockford este un oraș situat în comitatul Winnebago, statul Illinois, Statele Unite ale Americii, fiind totodată reședința acestuia. Orașul se găsește la altitudinea de 218 metri, ocupă suprafața de 146,9 km², dintre care uscatul reprezintă 145,1 km². În anul 2004, Rockford avea 152.452 de locutori, ceea ce îi conferea o densitate de 1.034,6 loc./km². Rockford este, după orașele Chicago și Aurora, al treilea oraș ca mărime din statul Illinois.

## Personalități marcante
- John B. Anderson, politician
- James H. Breasted, istoric și egiptolog
- James E. Cartwright, general de marină
- Steven Cherundolo, jucător de fotbal la Hannover 96
- Denny Christanson, trompetist, compozitor de jazz
- Charles Henry Gilbert, ihtiolog
- Ginger Lynn, actriță porno
- Gordon Tullock (*1922), unul din fondatorii teoriei Public Choice Theory
- Alston Scott Householder, matematician
- Otto Herman Swezey, entomolog
- Cheap Trick, muzician de rock
- Michelle Williams, cântăreață